# Hilfe zur Überwindung besonderer sozialer Schwierigkeiten
Die Hilfe zur Überwindung besonderer sozialer Schwierigkeiten ist eine Sozialleistung nach § 67 SGB XII. Der berechtigte Personenkreis sowie Art und Umfang der Maßnahmen  sind in der aufgrund § 69 SGB XII erlassenen Durchführungsverordnung (DVO) des Bundesministeriums für Arbeit und Soziales geregelt.

## Berechtigter Personenkreis
Anspruchsberechtigt sind Personen, bei denen die Überwindung besonderer Verhältnisse mit sozialen Schwierigkeiten verbunden ist. Die Hilfe zur Überwindung besonderer sozialer Schwierigkeiten ist nachrangig gegenüber anderen Leistungen des SGB XII sowie der Kinder- und Jugendhilfe nach dem SGB VIII (§ 67 Satz 2 SGB XII).
Besondere Verhältnisse bestehen nach § 1 der Durchführungsverordnung (DVO) bei „fehlender oder nicht ausreichender Wohnung, ungesicherter wirtschaftlicher Grundlage, gewaltgeprägten Lebensumständen, Entlassung aus einer geschlossenen Einrichtung oder vergleichbaren nachteiligen Umständen.“ Soziale Schwierigkeiten liegen dann vor, wenn die Person durch ausgrenzendes Verhalten an einem Leben in der Gesellschaft wesentlich eingeschränkt ist, etwa weil sie suchtkrank ist oder im Zusammenhang mit Straffälligkeit.
Hilfe zur Überwindung besonderer sozialer Schwierigkeiten wird grundsätzlich ohne Rücksicht auf Einkommen und Vermögen des Leistungsberechtigten erbracht. Vom Rückgriff auf Unterhaltsverpflichtete kann abgesehen werden, wenn das den Erfolg der Hilfe gefährden würde (§ 68 SGB XII). Personen, die stationär untergebracht sind, erhalten Leistungen nur in Ausnahmefällen und nur befristet, wenn eine ambulante oder teilstationäre Unterbringung nicht möglich ist (§ 2 Abs. 5 DVO).

## Art und Umfang der Leistungen
Zentrales Element der Hilfe zur Überwindung besonderer sozialer Schwierigkeiten ist die „Hilfe zur Selbsthilfe“: Leistungsberechtigte sind verpflichtet, an der Beendigung ihrer sozialen Schwierigkeiten mitzuwirken (§ 2 Abs. 1 DVO). Die Hilfe zur Überwindung besonderer sozialer Schwierigkeiten wird vorrangig in Form von Dienstleistungen erbracht, aber auch Geld- und Sachleistungen sind möglich (§ 2 Abs. 2 DVO).
Zu den Hilfen, die als Teil dieser Leistung gewährt werden, zählen dabei:
- die Beratung und persönliche Unterstützung (§ 3 DVO),
- Maßnahmen zur Erhaltung und Beschaffung einer Wohnung (§ 4 DVO),
- Hilfe zur Ausbildung sowie zur Erlangung und Erhalt eines Arbeitsplatzes (§ 5 DVO),
- Hilfe zum Aufbau und zur Aufrechterhaltung sozialer Beziehungen und zur Gestaltung des Alltags (§ 6 DVO).

Dabei sind nach § 2 Abs. 2 DVO geschlechts- und altersbedingte Besonderheiten sowie besondere Fähigkeiten und Neigungen zu berücksichtigen.